# Payal
Payal é uma cidade  no distrito de Ludhiana, no estado indiano de Punjab.

## Demografia
Segundo o censo de 2001], Payal tinha uma população de 7267 habitantes. Os indivíduos do sexo masculino constituem 53% da população e os do sexo feminino 47%. Payal tem uma taxa de literacia de 65%, superior à média nacional de 59.5%: a literacia no sexo masculino é de 68% e no sexo feminino é de 63%. Em Payal, 13% da população está abaixo dos 6 anos de idade.